# Saint-Aubin-la-Plaine
Saint-Aubin-la-Plaine är en kommun i departementet Vendée i regionen Pays de la Loire i västra Frankrike. Kommunen ligger i kantonen Sainte-Hermine som tillhör arrondissementet Fontenay-le-Comte. År 2022 hade Saint-Aubin-la-Plaine 533 invånare.

## Befolkningsutveckling
Antalet invånare i kommunen Saint-Aubin-la-Plaine
| Referens: INSEE |